# Cat Stevens
Yusuf Islam (Cat Stevens) (født 21. juli 1948 som Steven Demetre Georgiou) er en britisk sanger og sangskriver. Hans forældre var restauratører, faderen var græsk-cypriot, og moderen svensk.
Efter at Stevens havde en nærdødsoplevelse i 1975, da han var ude at svømme ved Malibu Beach, trak han sig tilbage fra musikbranchen og konverterede i 1977 til islam og ændrede samtidig sit navn til Yusuf Islam. Efter 28 år kom han tilbage med sin Cat Stevens-stil og pladen An Other Cup den 14. november 2006.

## Album udgivet som Cat Stevens
- Matthew and Son (1966)
- New Masters (1967)
- Mona Bone Jakon (1970)
- Tea for the Tillerman (1970)
- Teaser and the Firecat (1971)
- Catch Bull at Four (1972)
- Foreigner (1973)
- Buddha and the Chocolate Box (1974)
- Saturnight (Live in Tokyo) (1974)
- Numbers (1975)
- Izitso (1977)
- Back to Earth (1978)
- Majikat (2005)
- Gold (2005 compilation)

## Album udgivet som Yusuf Islam
- The Life of the Last Prophet (1995)
- I Have No Cannons that Roar (1998)
- Prayers of the Last Prophet (1999)
- A is for Allah (2000)
- I Look I See (2003)
- An Other Cup (november 2006)